# Yeste
Yeste és un municipi de la província d'Albacete, situat a 877 metres d'altitud. Pertany a la comarca de la Serra del Segura. Per carretera es troba a 132 km d'Albacete. A 2007 té 3.456 habitants censats, segons l'INE.
Inclou les pedanies d'Alcantarilla, Arguellite, Fuentes, Góntar, Graya, Jartos, Moropeche, Paúles, Rala, Raspilla, Sege, Tindavar i Tus.
La història més recent està marcada per l'incendi de 1994, amb un mort i 12.500 hectàrees perdudes (14.000, segons altres fonts), que va afectar ensems el municipi de Molinicos i ha dificultat en gran manera la recuperació econòmica i demogràfica. En 2006, part del seu terme s'ha integrat en el Parc Natural dels Calessis del Riu Mundo i de la Sima.

## Història de Yeste
Els orígens de la vil·la són incerts. Fou reconquerida per tropes castellanes el 1242, sent atorgada a l'Ordre de Santiago, com aldea englobada al terme de Segura de la Sierra.
En una zona ferestega i de frontera va romandre escassament poblada fin el segle xvi on va experimentar un gran desenvolupament demogràfic i econòmic passant d'uns 1.300 habitants el 1468, a uns 5.000 el 1575.
Ja en el sigle XX, a Yeste s'hi construí el Pantà de la Fuensanta entre 1929 i 1933 per aprofitar les aigües del Segura i del Tus. Per la construcció s'expropiaren 723 Ha de terres fèrtils.
La pèrdua de les terres i l'impediment pel transport de la fusta que representà el pantà van perjudicar greument l'economia local. En aquest context hi esdevingueren el dramàtics fets de Maig de 1936 en els que a causa de l'ocupació comunal d'unes terres i la repressió posterior per part de la Guàrdia Civil hagueren uns aldarulls on hi van morir 17 veïns i 1 guàrdia civil. Aquests fets tingueren àmplia repercussió i van estar a punt de provocar una crisi de govern poc abans de l'esclat de la Guerra Civil espanyola.

## Demografia
L'evolució demogràfica de Yeste segueix el model dels pobles serrans de la província d'Albacete: creixement sostingut fins a 1950 i decreixement sostingut d'aleshores ençà.
| 1900  | 1910  | 1920  | 1930   | 1940  | 1950   | 1960  | 1970  | 1981  | 1991  | 1996  | 2001  | 2006  |
| ----- | ----- | ----- | ------ | ----- | ------ | ----- | ----- | ----- | ----- | ----- | ----- | ----- |
| 6.615 | 7.421 | 8.713 | 10.468 | 9.997 | 10.467 | 8.992 | 7.787 | 5.542 | 4.431 | 5.014 | 4.157 | 3.519 |

## Galeria d'imatges

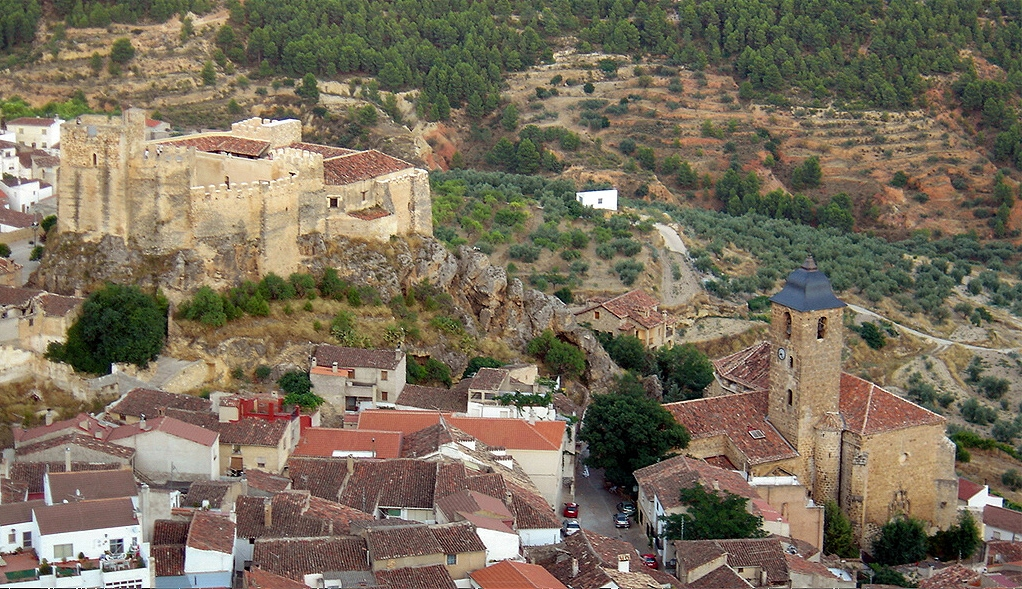
Yeste
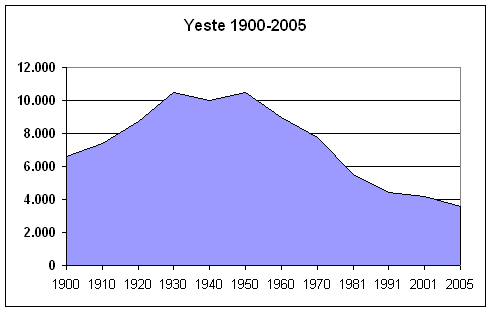
Evolució demogràfica per decennis i dades 2005
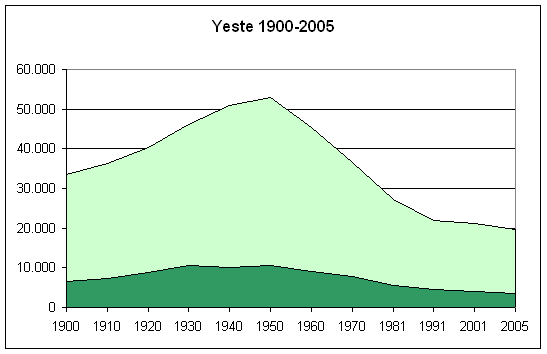
Evolució de Yeste (verd fosc) al context de la sierra del Segura (verd clar)
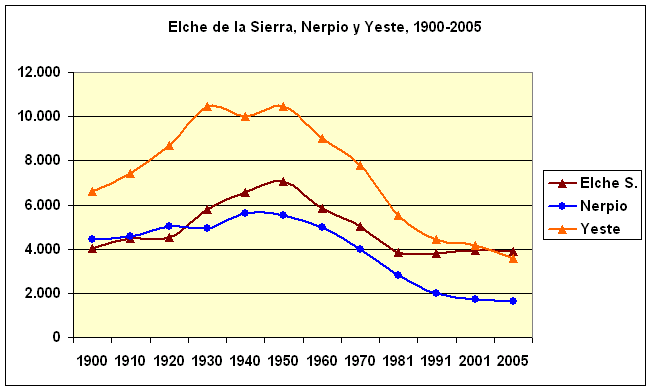
Evolució comparativa de Yeste (en taronja), Nerpio i Elche de la Sierra